# آدم غرينبيرغ (لاعب كرة قاعدة)
آدم غرينبيرغ (بالإنجليزية: Adam Greenberg)‏ هو لاعب كرة قاعدة أمريكي، ولد في 21 فبراير 1981 في نيو هيفن في الولايات المتحدة.

## وصلات خارجية
- آدم غرينبيرغ على موقع دوري كرة القاعدة الرئيسي (الإنجليزية)
- آدم غرينبيرغ على موقعبيزبول رفرنس.كوم (الدوري الرئيسي) (الإنجليزية)
- آدم غرينبيرغ على موقعبيزبول رفرنس.كوم (الدوري الثانوي) (الإنجليزية)
- آدم غرينبيرغ على موقع إي إس بي إن.كوم (أم.أل.بي) (الإنجليزية)
- آدم غرينبيرغ على موقع مشجعي الرسوم البيانية (الإنجليزية)